# Duo concertante voor twee piano's
Duo concertante voor twee piano's is een compositie van de Noorse componist Johan Kvandal. Kvandal kreeg zijn basis opleiding binnen de compositieleer van Geirr Tveitt. Tveitt was zelf ingebed in de Noorse volksmuziek en gaf dat door aan Kvandal. Die volksmuziek is terug te vinden in deze Duo concertante uit 1974. De klassieke muziek uit de 20e eeuw is nauwelijks terug te vinden in dit werk. Het is veelal een teruggrijpen van Kvandal op de laat-romantiek van Edvard Grieg en/of Christian Sinding.
Het Duo concertante bestaat uit drie delen:
1. Allegro
2. Cadenza, Adagio molto
3. Allegro molto.

Het werk is geschreven in opdracht van Robert Levin en Kjell Bækkelund, destijds een duo op muziekgebied. Zij verzorgden ook de eerste uitvoering op 9 april 1974. Zij namen het destijds ook op, maar die opnamen zijn in 2013 niet meer voorhanden.